# Schmidt-Schule

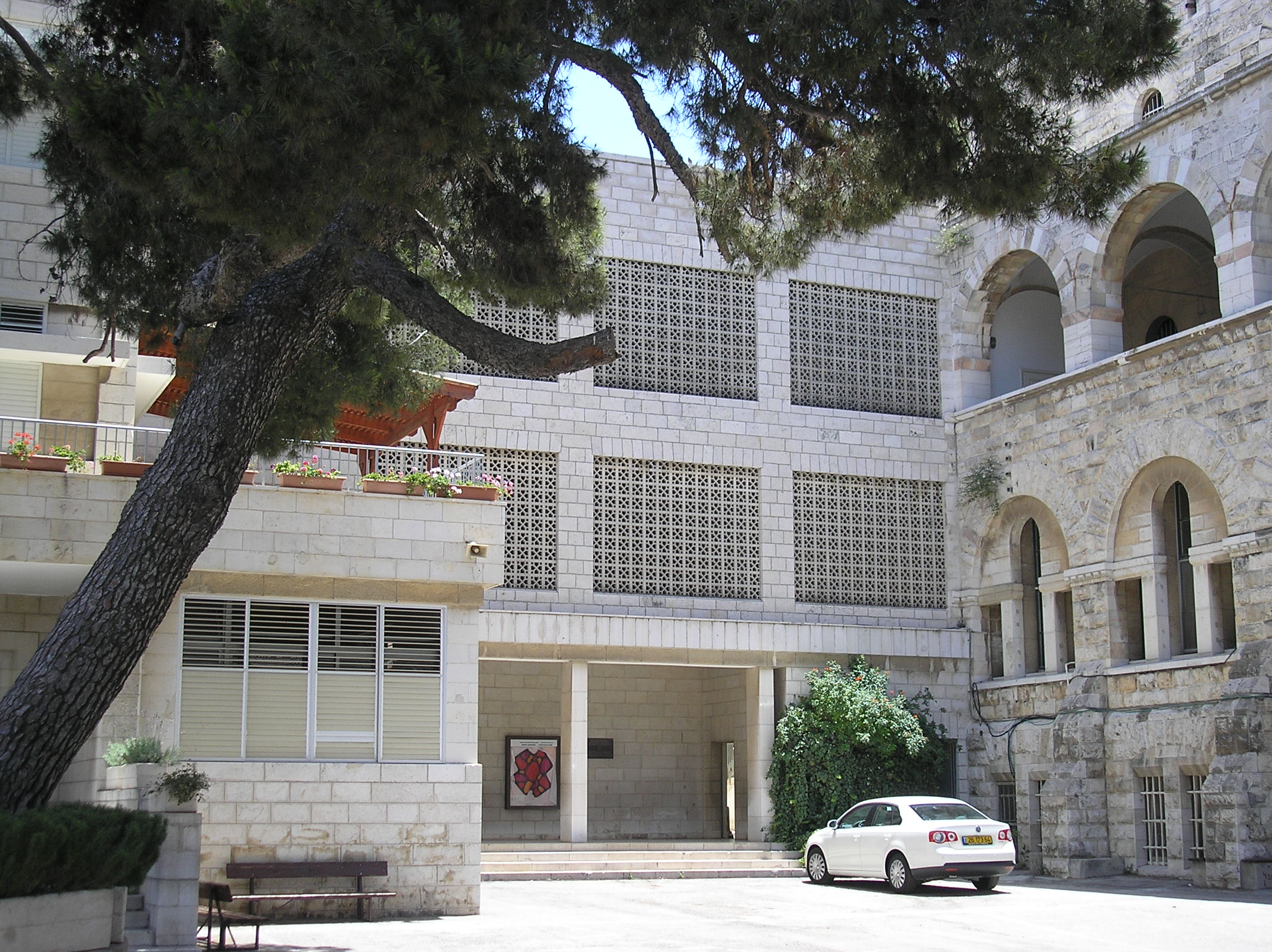
Schmidt-Schule

Die Schmidt-Schule ist eine Deutsche Auslandsschule für christliche und muslimische Mädchen in Ostjerusalem. Sie wurde 1886 gegründet und unterrichtet rund 500 Schülerinnen. Schulträger ist die Congregatio Jesu, Eigentümer der Deutsche Verein vom Heiligen Lande. Die Unterrichtssprache ist Deutsch, die Umgangssprache ist Englisch. Das Kollegium besteht aus arabischen und deutschsprachigen Lehrern.

## Geschichte
| Jahr | Schüler |
| ---- | ------- |
| 1890 | 36      |
| 1914 | 120     |
| 1915 | 138     |
| 1921 | 27      |
| 1926 | 150     |
| 1936 | 370     |
| 1954 | 400     |

### Gründung und Entwicklung bis zum Ersten Weltkrieg
1886 wurde im neuerrichteten Alten Hospiz nahe dem Jaffator neben Pilgerhospiz und Krankenstation eine Schule für „arabische Mädchen“ eingerichtet, 1887 folgte ein eigenes Schulgebäude, zusammen heute das Bauensemble Mitcham Schmidt. Die Leitung der Schule und der Krankenstation hatte ein Konvent der Barmherzigen Schwestern vom hl. Karl Borromäus. 1890 übernahm der deutsche Lazaristenpater Friedrich Wilhelm Schmidt die administrative Leitung der Schule, die nicht nur unter der christlichen Bevölkerung einen guten Ruf genoss. Die Schülerzahlen stiegen von 36 im Jahre 1890 auf etwa 120 im Jahre 1914 und 138 im Jahre 1915. Der Unterricht orientierte sich an den Lehrplänen der deutschen Volksschulen.
Während der Palästinareise Kaiser Wilhelms II. 1898 stattete dieser auch der Schmidt-Schule einen Besuch ab. Bei einer Begegnung mit Kaiser Wilhelm II. regte Wilhelm Schmidt den Neubau einer größeren und zeitgemäßeren Pilgerunterkunft an. Der Kaiser hatte zuvor schon den Bau der evangelischen Erlöserkirche und die Gründung der Dormitio-Abtei auf dem Zionsberg unterstützt.
Mit Unterstützung des Kaisers erwarb der Deutsche Verein vom Heiligen Lande 1899 zwei Grundstücke gegenüber dem Damaskustor in Jerusalem und errichtete dort das Paulus-Haus.
Nachdem Pater Schmidt 1907 verstorben war, übernahm Pater Ernst Schmitz die Leitung, setzte den Aufbau von Bibliotheken fort und erweiterte die naturwissenschaftlichen Sammlungen. Das Pilgerhospiz zog 1908 in den Neubau um und dort wurde auch ein Lehrerseminar eingerichtet. Im alten Hospiz stand somit mehr Raum für die Schule zur Verfügung.
Zu Beginn des Ersten Weltkriegs wurde die Schule wie alle ausländischen Einrichtungen zunächst geschlossen, konnte aber aufgrund der guten Beziehungen zwischen dem Deutschen und dem Osmanischen Reich bereits Anfang 1915 den Unterricht wiederaufnehmen. Einzige Bedingung war, dass auch in Türkisch unterrichtet werden musste. Nach der Eroberung Jerusalems durch die Briten wurde die Schule 1918 für drei Jahre geschlossen.

### Völkerbundmandat (1921–1948)
Durch das Völkerbundsmandat für Palästina blieb Jerusalem weiterhin unter britischer Kontrolle. Der Schulbetrieb konnte wieder aufgenommen werden, war aber an stärkere Auflagen gebunden, sodass zunächst Englisch das Deutsche als Unterrichtssprache ersetzte. Später wurde jedoch auch Deutsch wieder erlaubt. Durch die Übernahme der palästinensischen Lehrpläne konnten die Schülerinnen neben dem deutschen Volksschulabschluss, auch höhere palästinensische Schulabschlüsse sowie ein Lehrerinnenexamen ablegen. Der Schulbetrieb begann zunächst mit 27 Schülerinnen in zwei Klassen und einer Kindergartengruppe. Aufgrund der geringen Schülerzahlen wurden bis 1930 auch Jungen aufgenommen. Schon 1936 war die Schule auf 370 Schülerinnen angewachsen.

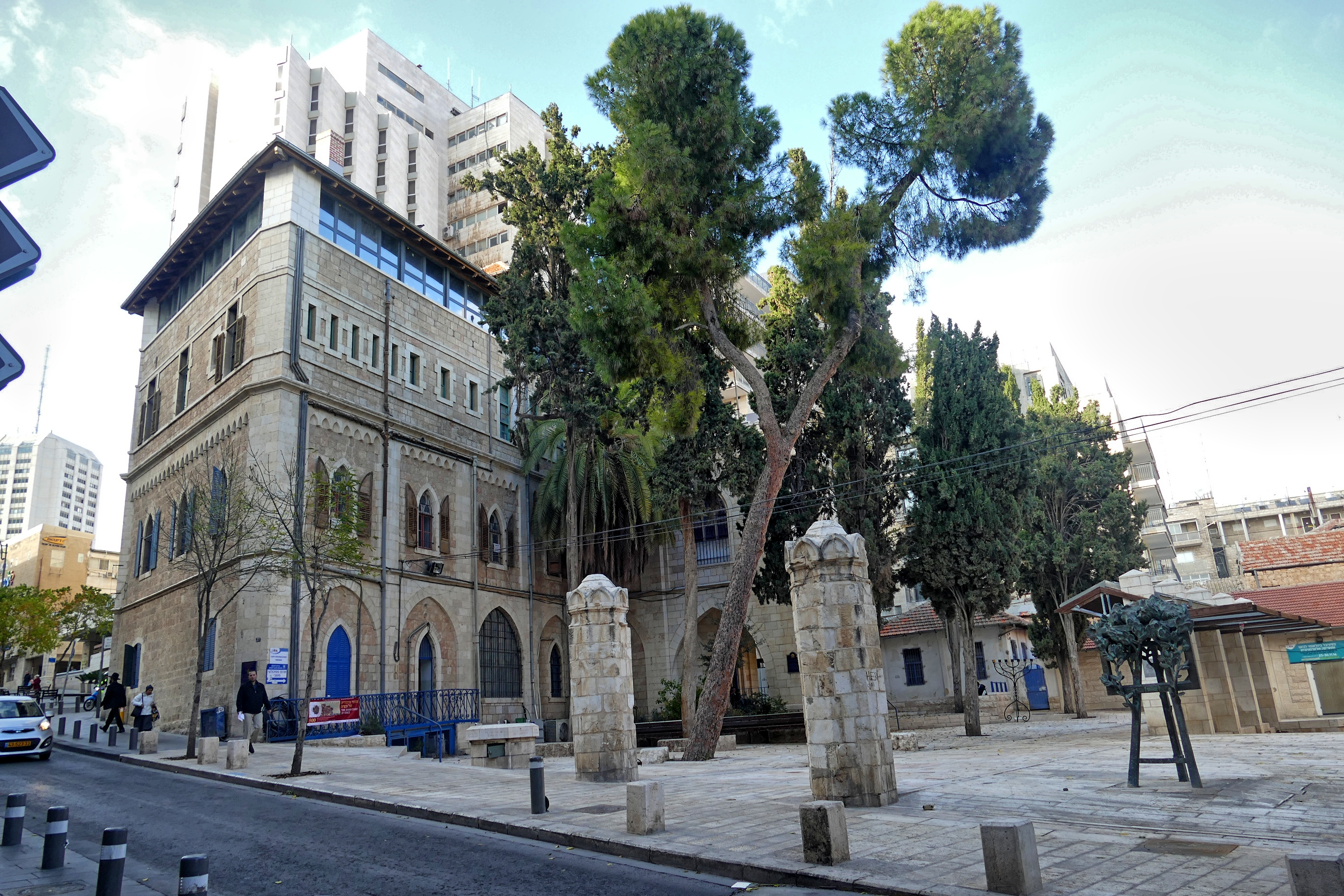
Altes Hospiz im Rechov Hillel, jetzt Umberto-Nachon-Museum italienischer jüdischer Kunst mit Synagoge Tempio Italiano

In den 1930er Jahren war Deutsch obligatorische Fremdsprache ab der sechsten Klasse. Es gab auch eine aus zwei Klassen bestehende deutsche Abteilung, in der deutsche Schülerinnen nach deutschen Lehrplänen unterrichtet wurden.
Ab 1925 wurde die Schule stärker von Kirche und Politik in Deutschland gefördert und blieb auch weitgehend unberührt von der Machtübernahme der Nationalsozialisten.
Am Beginn des Zweiten Weltkriegs wurden die deutschen Lehrer, darunter auch die Oberin und Schulleiterin Sr. Maria Kramm, interniert. Die Leitung übernahm daraufhin die arabische Sr. Elia. Die deutschen Lehrkräfte kamen bereits 1943 wieder an die Schule zurück und der Schulbetrieb lief bis zum Beginn des Palästinakriegs im Mai 1948.

### Jordanische Zeit (1948–1967)
Das als Schulgebäude genutzte alte Hospiz in der Hillel Street lag nach dem Waffenstillstandsabkommen von 1949 im israelischen Westteil der Stadt. Jordanien hatte es in diesem Abkommen abgelehnt, Israels Existenzrecht anzuerkennen und verweigerte seinen Bürgern jeden Umgang mit Israel. Die Schülerinnen kamen aber hauptsächlich aus Ostjerusalem, das Jordanien 1950 annektiert hatte, weshalb sie die Grüne Linie des Waffenstillstands auf ihrem Schulweg nicht mehr passieren konnten. Daher wurde die Schule am 1. Oktober 1950 vorübergehend in das Paulus-Haus im Ostteil der Stadt verlegt. Dazu hatte der Schulleiter Pater Sonnen mit Unterstützung der israelischen Behörden einen Transport auf 65 Lastwagen organisiert, wodurch der Umzug schnell vonstattenging. Drei Jahre später besuchten wieder rund 400 Schülerinnen die Schule.
Das Paulus-Haus war für den Schulbetrieb mit Internat aber nicht ausgelegt und sollte auch wieder als Hospiz dienen. In den 1950er Jahren entstanden bereits einige Nebengebäude, um die Kapazitäten zu erhöhen und 1962 wurde mit dem Bau eines neuen Schulgebäudes auf dem Grundstück neben dem Paulus-Haus begonnen. Der Neubau wurde am 14. Mai 1967 fertiggestellt, doch nur wenige Tage später begann der Sechstagekrieg, infolgedessen das Gebäude starke Beschädigungen erlitt.

### Israelische Zeit
Durch die israelische Besetzung Ostjerusalems folgte ein weiterer Einschnitt in der Geschichte der Schule. Die Schülerinnen, die jetzt aus dem Westjordanland kommen, müssen sich aufgrund von gewaltsamen Attacken und Anschlägen, die durch Palästinenser in letzter Zeit und in der Vergangenheit erfolgt sind, Sicherheitskontrollen unterziehen.

## Schule
Die zwölfjährige Schulzeit führt zum palästinensischen Tawjihi und zum Deutschen Internationalen Abitur (DIAP). Das Deutsche Internationale Abitur (DIAP) wird von der palästinensischen Erziehungsbehörde anerkannt und berechtigt zum Studium in Deutschland, Palästina und weltweit. Nahezu 100 % der Schülerinnen nehmen nachfolgend ein Universitätsstudium auf.
Die Schmidt-Schule gilt als ein hochgeschätztes Bildungs- und Erziehungszentrum in Jerusalem. Die Absolventinnen sind auf dem Arbeitsmarkt gefragt. Betreut wird die Schule u. a. auch durch die Congregatio Jesu.

## Konfessionelle Ausrichtung und kulturelle Prägung
- Die Schmidt-Schule ist eine katholische Schule im Sinne des can. 803 Codex Iuris Canonici und unterliegt den Anforderungen der Erklärung Gravissimum educationis des 2. Vatikanischen Konzils.
- Seit ihrer Gründung ist sie eine Schule deutscher Tradition und hält eine enge Verbindung mit der deutschen Schullandschaft.
- Gleichzeitig ist sie auch eine Schule in einem muslimisch geprägten Stadtteil. Das Verhältnis von 80 % Muslimen und 20 % Christen in der Schülerschaft – im Lehrerkollegium ist es umgekehrt – bringt diese Verhältnisse zum Ausdruck.
- Dazu liegt die Schule im Spannungsfeld von Ostjerusalem. All dieses muss die Schule überbrücken.[3]

## Persönlichkeiten (Schüler)
- Karimeh Abbud (1893–1940), Fotografin
- Salma Khadra Jayyusi (1925–2023), palästinensische Historikerin und Literaturwissenschaftlerin
- Shahd Wari (* 1983), deutsch-palästinensische Architektin und Stadtplanerin

## Weiteres
Die von Pater Schmitz im 19. Jahrhundert zusammengetragene zoologische Sammlung der Schmidt-Schule, die eine Reihe historischer Belegexemplare der ehemaligen Fauna der Region umfasst, befindet sich heute als Dauerleihgabe im Steinhardt Museum in Tel Aviv.